# Les Perches du Nil
Albums de Dan Ar Braz
Frontières de sel
(2006) Comptines celtiques et d'ailleurs
(2009)
Les Perches du Nil est le dix-septième album studio de Dan Ar Braz, paru le 26 mars 2007 sous le label BMG distribué par Sony Music. 
La perche du Nil est un poisson présent en Afrique, notamment dans le lac Victoria puis introduit en Égypte.

## Conception
Après la sortie d'À toi et ceux en 2003, Dan Ar Braz a voulu prendre quelques années pour tourner avec son groupe et peaufiner l'enregistrement de son nouveau projet. L'album est enregistré aux Studios ICP à Bruxelles.

## Caractéristiques artistiques
Dans une interview, Dan Ar Braz explique que l'inspiration de cet album lui est venue après avoir vu le film documentaire Le Cauchemar de Darwin d'Hubert Sauper. Il marie ses influences folk-rock à des instruments de world music, un métissage d'éléments "venus d'ailleurs" et en particulier d'Afrique. On peut observer sur la pochette une vue de ces continents les plus proches. À nouveau, Clarisse Lavanant signe une partie des textes, en plus des trois écrits par Dan et les deux textes de Melaine Favennec datant de l'album Borders of salt : Frontières de sel (Regarde autour et De la lune à la lune). Guizmo du groupe Tryo (Pleure) et la camerounaise Sally Nyolo (duo sur le reggae Terres vertes unies vertes) sont les invités de cet album ouvert aux influences africaines mais plutôt homogène. L'aspect celtique n'est que subtil.

## Fiche technique

### Liste des titres
| No  | Titre                              | Paroles           | Musique     | Durée |
| --- | ---------------------------------- | ----------------- | ----------- | ----- |
| 1.  | Qu'ai-je fait pour en arriver là ? | Dan Ar Braz       | Dan Ar Braz | 3:15  |
| 2.  | Burkina Faso                       | Clarisse Lavanant | Dan Ar Braz | 3:04  |
| 3.  | Regarde autour                     | Melaine Favennec  | Dan Ar Braz | 3:44  |
| 4.  | Pleure                             | Clarisse Lavanant | Dan Ar Braz | 3:41  |
| 5.  | Les Perches du Nil                 | Clarisse Lavanant | Dan Ar Braz | 5:01  |
| 6.  | Terres vertes unies vertes         | Dan Ar Braz       | Dan Ar Braz | 5:53  |
| 7.  | Ces instants                       | Clarisse Lavanant | Dan Ar Braz | 5:00  |
| 8.  | Ce mal qui vient                   | Clarisse Lavanant | Dan Ar Braz | 3:24  |
| 9.  | Le Nom du vent                     | Christian Lemoine | Dan Ar Braz | 5:14  |
| 10. | De la lune à la lune               | Melaine Favennec  | Dan Ar Braz | 5:52  |
| 11. | J’ai tant besoin de toit           | Clarisse Lavanant | Dan Ar Braz | 3:54  |
| 12. | Ivre ensemble                      | Dan Ar Braz       | Dan Ar Braz | 4:16  |

### Crédits
- Réalisation : Sally Nyolo, Guizmo, Patrick Péron et Dan Ar Braz
- Direction des percussions (1, 2, 5) : Sally Nyolo

#### Musiciens
- Dan Ar Braz : voix, guitares
- Marcel Aube : basse
- Matthieu Rabaté : batterie
- Patrick Péron : claviers
- Ronan Le Bars : uileann pipes (1, 4, 5, 11, 12), flûte irlandaise (3, 7, 10)
- Emmanuel Soubiran : didjeridoo (1)
- Sally Nyolo : voix (2, 6, 11), chœurs (1, 2, 3, 5, 6, 7, 9, 10, 11), percussions (1, 2, 3, 4, 5, 6, 7, 9, 10, 11)
- Guizmo : voix (2, 4, 11),  chœurs (1, 2, 3, 4, 5, 6, 7, 9, 11)
- Didier Billet, Thierry Leest, Adrien Hermann : doums (2, 5), bambous (5)

#### Techniciens
- Enregistrements et mixage : Phil Delire et Djoum aux Studios ICP (Bruxelles)
- Pré-production : Patrick Péron, Julien Bonvoisin et Seb Lebon
- Enregistrements additionnels : Patrick Péron et Frédéric Jojot au Studio Bypass (Quebriac)
- Montage et editing : Phil Delire et Djoum aux Studios ICP (Bruxelles)
- Mastering : Jean-Pierre Chalbos à La Source (Paris)
- Artwork et photos : vu intégral (Paris)